# Emmanuelle (Vorname)
Emmanuelle ist ein französischer weiblicher Vorname. Er ist eine Ableitung des hebräischen Namens Immanuel (Gott mit uns).

## Namensträgerinnen
- Emmanuelle, eigentlich Emmanuelle Mottaz (1963–2023), französische Sängerin
- Emmanuëlle (Sängerin) (1942–2024), Künstlername der kanadischen Sängerin Ginette Fillion
- Emmanuelle Arsan (1932–2005), französische Schriftstellerin
- Emmanuelle Béart (* 1963), französische Schauspielerin
- Emmanuelle Bercot (* 1967), französische Schauspielerin, Drehbuchautorin und Regisseurin
- Emmanuelle Bertrand (* 1973), französische Cellistin
- Emmanuelle Charpentier (* 1968), französische Mikrobiologin, Genetikerin und Biochemikerin
- Emmanuelle Chaulet (* 1961), französisch-amerikanische Schauspielerin
- Emmanuelle Chriqui (* 1975), kanadische Schauspielerin
- Emmanuelle Cinquin (1908–2008), belgisch-französische Ordensschwester
- Emmanuelle Claret (1968–2013), französische Biathletin
- Emmanuelle Devos (* 1964), französische Schauspielerin
- Emmanuelle Gagliardi (* 1976), Schweizer Tennisspielerin
- Emmanuelle Haïm (* 1962), französische Cembalistin und Dirigentin
- Emmanuelle Laborit (* 1971), französische Schauspielerin
- Emmanuelle Riva (1927–2017), französische Schauspielerin
- Emmanuelle Grey „Emmy“ Rossum (* 1986), US-amerikanische Sängerin und Schauspielerin
- Emmanuelle Seigner (* 1966), französische Schauspielerin und Musikerin
- Emmanuelle Vaugier (* 1976), kanadische Schauspielerin